# Plutônio-241
Plutônio-241 é um isótopo do Plutônio.
O Pu-241 é produzido quando um átomo de Pu-240 absorve um nêutron, ao contrário do Pu-240 o Pu-241 é fissil e gera fissão em 73% das vezes em que absorve um nêutron, caso não sofra fissão nuclear ele vai produzir plutônio-242.

## Decaimento
A meia-vida do Pu-241 é de 14 anos, o modo de decaimento é o decaimento beta, e então um átomo de amerício-241 será formado.